# Doping genetico

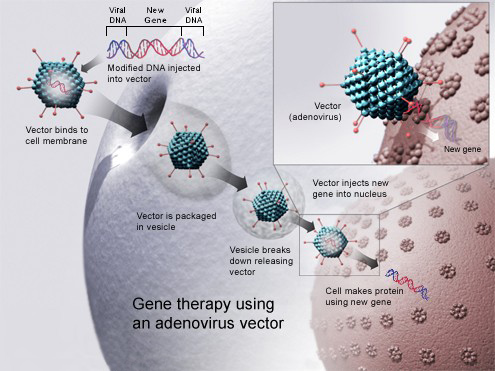
Un'illustrazione del trasferimento genetico mediato da vettori virali utilizzando un adenovirus come vettore.

Il doping genetico è l'ipotetico utilizzo da parte di atleti di terapie genetiche durante eventi sportivi che proibiscono questo tipo di tecnologia, non per scopi terapeutici ma per migliorare la loro performance atletica. Fino ad aprile 2015 non era stata trovata alcuna evidenza che questo tipo di pratica venisse utilizzata come doping con l'obiettivo di migliorare le prestazioni sportive durante le competizioni. Il doping genetico si basa sull'uso di un transfer genetico in modo da aumentare o diminuire l'espressione genica e la biosintesi di specifiche proteine umane. Questo processo può essere svolto iniettando direttamente il carrier genetico nel soggetto, oppure prelevando da esso alcune cellule, modificandole e iniettandole nuovamente nella persona interessata.
A livello storico l'interesse da parte degli atleti in questa pratica dopante, la consapevolezza dei rischi derivanti e le strategie per rilevarla si sono sviluppate in parallelo con l'affermazione in campo clinico delle terapie genetiche, in particolare grazie alla pubblicazione nel 1998 di un esperimento condotto su alcuni topi, dove si scoprì che un topo in grado di codificare maggiormente il fattore IGF-1, risultava più forte di un topo normale, nonostante la differenza di età, grazie alla pubblicazione di studi pre-clinici sull'iniezione di eritropoietina (EPO) ed infine, nel 2004, grazie alla creazione in laboratorio del “topo maratoneta” che risultava avere maggiore capacità di resistenza rispetto a topi non trattati, dovuto all'iniezione del gene che codifica il PPAR gamma. Gli scienziati che pubblicarono questi studi vennero contattati direttamente sia da atleti che da allenatori, i quali desideravano avere accesso diretto alla terapia. La questione del doping genetico diventò pubblica quando, durante un processo nel 2006, vennero presentate delle prove che includevano l'utilizzo di doping genetico contro un allenatore tedesco.
Gli stessi scienziati, così come organismi istituzionali tra cui l'Agenzia mondiale antidoping (WADA), il Comitato olimpico internazionale e l'American Association for the Advancement of Science, iniziarono a discutere del rischio di doping genico nel 2001, mentre nel 2003 questa pratica venne inserita nei metodi proibiti nella lista WADA.
Il miglioramento genetico include manipolazioni a livello dei geni o il loro trasferimento in atleti sani con lo scopo di migliorarne le prestazioni fisiche; esso include il doping genetico con potenziale pericolo di abuso tra gli sportivi ad alto livello, aprendo allo stesso tempo dibattiti a livello sia etico che politico.

## Storia
La storia di preoccupazione attorno al potenziale del doping genetico segue quella della terapia genetica, ovvero l'uso medico dei geni per curare le malattie, testata per la prima volta clinicamente negli anni '90. L'interesse della comunità sportiva venne particolarmente stimolato dalla creazione all'interno di un laboratorio universitario di un 'topo più potente', ottenuto iniettando nell'animale un virus trasportatore del gene che codifica l'IGF-1; il topo risultava più forte rispetto a topi non trattati, anche in assenza di esercizio e con l'avanzare dell'età. Inizialmente il laboratorio era alla ricerca di cure per le malattie da deperimento muscolare, ma quando il loro lavoro venne pubblicato, il laboratorio venne sommerso di chiamate da parte di atleti e allenatori in cerca di cure. Nel 2007, uno degli scienziati del team dichiarò al New York Times: "Devo ammettere che sono rimasto abbastanza sorpreso. Molte persone hanno cercato di persuadermi con frasi come 'questo ti aiuterà a fare passi avanti nella tua ricerca'. Altri si sono addirittura offerti di pagarmi". Lo scienziato ha inoltre ammesso che ogni qualvolta che una ricerca simile viene pubblicata, riceve numerose chiamate e che pur provando a spiegare che anche qualora il trattamento fosse pronto per l'uso sulle persone, (il che richiederebbe comunque anni) ci sarebbero in ogni caso seri rischi, inclusa la morte; ma nonostante le sue spiegazioni gli atleti continuano a volerlo usare.
Nel 1999 lo sviluppo nel campo delle terapie genetiche subì un grande arresto in seguito alla morte di Jesse Gelsinger, causata da una reazione avversa alla terapia durante una sperimentazione clinica. Questo episodio spinse le autorità americane ed europee ad incrementare le misure di sicurezza durante le sperimentazioni, in aggiunta a quelle già adottate per far fronte ai rischi legati all'uso di DNA ricombinante.
Theodore Friedmann, uno dei pionieri della terapia genetica, insieme a Johan Olav Koss, medaglia d'oro di pattinaggio di velocità alle Olimpiadi, pubblicò nel giugno 2001 il primo documento ufficiale che avvertiva dei rischi derivanti da questo tipo di doping. Nello stesso periodo, un Gruppo di lavoro sulle terapie genetiche, convocato dalla Commissione Medica del CIO, affermava "siamo consapevoli del potenziale abuso di medicinali per terapia genetica e abbiamo intenzione di stabilire procedure e test all'avanguardia per rilevare il possibile abuso da parte degli atleti".
Nel 2002 venne pubblicata una ricerca riguardante una terapia sperimentale con il Repoxygen, che forniva la codifica per il gene dell'EPO, utilizzata come possibile trattamento per l'anemia. Gli scienziati di quella compagnia ricevettero molte telefonate da parte di atleti e allenatori. Nello stesso anno l'Agenzia mondiale antidoping tenne il suo primo meeting per discutere il rischio di doping genetico, nel quale il Presidente del Consiglio di bioetica degli Stati Uniti presentò il doping genetico nel contesto del potenziamento umano.
Nel 2003 nel campo delle terapie genetiche si fecero passi avanti e passi indietro: da un lato venne approvato il primo farmaco per la terapia genetica, il Gendicine, utilizzato in Cina per la cura di alcuni tumori, mentre dall'altro in Francia alcuni bambini trattati con cure sperimentali, poiché immunodepressi, iniziarono a sviluppare la leucemia. Sempre nel 2003, quando lo scandalo BALCO divenne pubblico, l'Agenzia mondiale antidoping aggiunse alla lista dei metodi proibiti il doping genetico e un simposio convocato dall'American Association for the Advancement of Science si focalizzò sulla questione.
Nel 2004 una ricerca pubblicata da alcuni scienziati dimostrò che un topo al quale era stato iniettato il gene che codificava per il PPAR gamma aveva quasi il doppio della capacità di resistenza di un topo non trattato e venne soprannominato “topo maratoneta”; gli scienziati che condussero lo studio vennero contattati da numerosi allenatori ed atleti. Sempre nello stesso anno l'Agenzia mondiale antidoping iniziò a finanziare ricerche per individuare un metodo efficace per rilevare l'uso di doping genetico, creando inoltre un gruppo di esperti incaricati di studiarne i rischi.
Nel 2006 l'interesse da parte degli atleti per questo tipo di pratica ricevette una grande copertura mediatica grazie alla sua menzione durante un processo contro un allenatore tedesco accusato, e ritenuto poi colpevole, di somministrare ai suoi atleti farmaci per migliorare le prestazioni a loro insaputa. Un'e-mail in cui l'allenatore tentava di ottenere Repoxygen venne letta in aula dal pubblico ministero divenendo di fatto la prima divulgazione pubblica riguardo all'interesse di alcuni esponenti del modo sportivo nei confronti del doping genetico.
Nel 2011 venne approvato il secondo farmaco per questo tipo di terapia: il Neovasculgen, utilizzato in Russia per il trattamento della malattia delle arterie periferiche.
Nel 2012 il Glybera divenne il primo farmaco approvato in Europa e negli Stati Uniti per il trattamento di malattie ereditarie rare.
Più il campo delle terapie genetiche viene sviluppato, maggiore diventa il rischio che esse vengano utilizzate per scopi dopanti.

## Agenti
Esistono numerosi geni che possono essere utilizzati come agenti dopanti. Essi includono EPO, l’IGF-1, ormone della crescita, miostatina, fattore di crescita endoteliale vascolare, fattore di crescita dei fibroblasti, endorfina, encefalina e alfa-actinina-3.
I rischi correlati al doping genetico sono simili a quelli delle terapie genetiche: reazioni infiammatorie, cancro, morte; in tutti i casi i rischi vengono considerati sul breve termine piuttosto che sul trattamento di malattie gravi.

### Alfa-actinina-3
Si trova all'interno delle cellule del muscolo scheletrico umano e viene riconosciuta in diversi studi per avere un differente polimorfismo in alcuni atleti a livello mondiale rispetto ad atleti normali. Una sua forma che induce a produrre più proteine è stata rilevata nei velocisti ed è stata correlata a una maggiore potenza; un'altra forma che causa invece una minore produzione di proteine è stata rilevata negli atleti che praticano sport di resistenza. In questo caso il doping genetico può essere progettato secondo il polimorfismo, oppure per gli atleti di endurance, costruendo delle piccole sequenze di DNA che interferiscono con l'espressione genica.

### Miostatine
Le miostatine sono delle proteine responsabili dell'inibizione della differenziazione e della crescita delle cellule muscolari. Rimuovere il gene che codifica per le miostatine o limitarne la sua espressione significa provocare una crescita muscolare e ottenere una maggiore potenza. Questo concetto è stato dimostrato con un esperimento condotto su un topo da laboratorio, geneticamente modificato, soprannominato “Topo Shwarzenegger”. Anche gli esseri umani nati con geni difettosi possono essere utilizzati come modelli per dimostrare questo fenomeno: un bambino tedesco nato con una mutazione genetica con una doppia copia del gene della miostatina, presentava sin dalla nascita dei muscoli sovra-sviluppati. Negli anni la rapida crescita dei muscoli è continuata, tanto che all'età di 4 anni il bambino era già in grado di sollevare pesi da 3 kg. In uno studio pubblicato nel 2009, alcuni scienziati hanno somministrato tramite terapia genetica la follistatina nei quadricipiti di alcuni primati, con il risultato di una crescita muscolare simile a quella del topo citato in precedenza.

### Eritropoietina (EPO)
L'eritropoietina è una glicoproteina ad azione ormono-simile, la quale ha il compito di controllare la produzione di globuli rossi. Gli atleti da molti anni si iniettano EPO a scopo dopante (doping ematico). Quando viene iniettato, L'EPO incrementa la produzione di globuli rossi in circolo, aumentando la quantità di ossigeno disponibile per i muscoli e migliorando così le capacità di resistenza degli atleti. Studi recenti suggeriscono che sia possibile introdurre negli animali un altro gene dell'EPO in modo da aumentarne la produzione endogena. Questi geni sono stati testati con successo sui topi e sulle scimmie, riscontrando un incremento dell'80% nei livelli di ematocrito di questi animali. Tuttavia, nonostante questi risultati positivi, alcuni animali hanno in seguito sviluppato gravi anemie come reazione avversa.

### IGF-1
È una proteina coinvolta nella mediazione dell'ormone della crescita (GH). La sua somministrazione ha prodotto una crescita muscolare nei topi da laboratorio e una rigenerazione più rapida di fibre muscolari e nervose. Il rischio negli atleti che lo utilizzano come agente dopante è quello di sviluppare malattie cardiovascolari e tumori.

### Altri agenti
Modulare il livello delle proteine che interferiscono anche a livello cerebrale e psicologico può essere considerato utile per il doping genetico; per esempio la percezione del dolore dipende dalle endorfine e dalle encefaline, la risposta allo stress dal fattore neurotrofico cerebrale; incrementare la sintesi dei neurotrasmettitori monoaminici può migliorare il tono dell'umore negli atleti. Le encefaline sono state somministrate tramite terapia genetica utilizzando un virus dell’Herpes Simplex incapace di replicarsi, il quale aveva come target i nervi; questo processo ha fornito risultati abbastanza validi da essere poi inserito nella Fase 1 di una sperimentazione clinica per pazienti terminali con dolore incontrollato. L'adozione di tale approccio negli atleti potrebbe tuttavia risultare problematico poiché l'attenuazione del dolore potrebbe essere permanente.
Il fattore di crescita dell’endotelio vascolare (VEGF) è stato sperimentato nei test clinici per incrementare il flusso di sangue ed è stato considerato un potenziale agente dopante; nonostante ciò i risultati di follow up a lungo termine hanno dato scarsi risultati. Gli stessi risultati sono stati raccolti per il FGF. Il GLP-1 (glucagon like peptide-1) incrementa i livelli di glucosio nel fegato ed è stato sperimentato su topi con il diabete, dimostrando che ne aumenta la glucogenesi. Questo significa che negli atleti aumenterebbe i livelli di energia disponibile e ridurrebbe la produzione di acido lattico.

## Test antidoping
L'Agenzia mondiale antidoping è la principale organizzazione che regola i controlli anti-doping. Sono stati sperimentati metodi sia diretti che indiretti. Per quanto riguarda i controlli diretti viene tracciata la presenza di proteine ricombinanti o di alcuni vettori nel sangue, mentre per quanto concerne i metodi indiretti vengono esaminati i cambiamenti fisici sospetti nell'atleta o le differenze strutturali tra proteine ricombinanti ed endogene.
I metodi di rilevazione indiretta sono molto soggettivi e rendono più difficile l'indagine in quanto ogni individuo ha delle proprietà biologiche diverse e uniche. Un esempio è rappresentato dal campione olimpico di sci di fondo Eero Mäntyranta, il quale presentava una mutazione genetica che permetteva al suo organismo di produrre un livello più elevato di globuli rossi. In un caso come questo sarebbe stato molto difficile determinare se questi alti livelli di globuli rossi fossero stati causati da una mutazione endogena o artificiale.

## Ricerca
In seguito ad una ricerca del 2016 sono stati identificati 120 polimorfismi del DNA correlati alla performance atletica, di cui 77 legati all'aspetto della potenza e 43 a quello della forza. 11 sono stati replicati in 3 o più studi e 6 sono stati identificati in studi sull'associazione di genomi, mentre 29 non sono correlati a nessuno studio.
Gli 11 agenti replicati erano:
Resistenza

- ACE Alu I / D (rs4646994) (denominato ACE I)
- ACTN3 577X
- PPARA rs4253778 G,
- PPARGC1A Gly482;

indicatori di potenza / forza

- ACE Alu I / D (rs4646994) (denominato ACE D)
- ACTN3 Arg577
- AMPD1 Gln12
- HIF1A 582Ser
- MTHFR rs1801131 C
- NOS3 rs2070744 T
- PPARG 12Ala

I sei agenti utilizzati nell'associazione di genomi erano:
- CREM rs1531550 A,
- DMD rs939787 T
- GALNT13 rs10196189 G
- NFIA -AS1 rs1572312 C,
- RBFOX1 rs7191721 G
- TSHR rs7144481 C

## Etica
L'Agenzia mondiale antidoping (WADA) ha dichiarato qualsiasi tipo di terapia genetica non clinicamente giustificata come proibita. Ha inoltre stilato delle linee guida per determinare se si incorre in reato di doping, ovvero nel caso in cui siano presenti almeno due di queste tre condizioni: se costituisce un rischio per la salute dell'atleta; se ne migliora la performance; se viola lo spirito dello sport.
Gli alti rischi associati con la terapia genetica possono essere controbilanciati dai potenziali benefici dati dalla possibilità di salvare la vita di persone affette da malattie gravi. Secondo Alain Fischer, scienziato coinvolto nei test clinici condotti sui bambini immunodepressi “solo le persone che stanno morendo sono giustificate a farne uso. Servirsi di terapie genetiche come doping è eticamente scorretto e scientificamente stupido". Tuttavia, come già avvenuto in passato con la somministrazione di THG, alcuni atleti possono ugualmente scegliere di includere procedure rischiose per la loro salute nei loro regimi di allenamento pur di migliorare la propria performance sportiva.
La maggior parte della comunità pensa che il doping genetico sia pericoloso ed eticamente scorretto e che comprometta l'integrità della medicina e dello spirito sportivo. Altri invece non si oppongono, supportando il potenziamento umano in vari campi e non riconoscendo una diretta dicotomia tra artificiale e naturale e supportando il ruolo della tecnologia nel miglioramento delle prestazioni sportive.